# Provinciale weg 451
De provinciale weg 451 (N451) is een provinciale weg in de provincie Zuid-Holland. De weg verbindt de N452 ten noorden van Gouda met de N457 en vormt een parallelverbinding langs de autosnelweg A12. De provinciale weg 451 is een alternatieve route voor verkeer tussen de A12 (van en naar Zoetermeer, Den Haag) en Gouda.

## Voormalig wegnummer in Noordwijk
Het wegnummer N451 werd tot 1 april 2012 gebruikt voor een uitloper van de aansluiting Noordwijk-Binnen-Zuid van de N206. Het was een snelle ontsluitingsweg vanaf Noordwijk in zuidelijke richting.
Buiten de bebouwde kom was de weg uitgevoerd als tweestrooks-stroomweg (autoweg) met een maximumsnelheid van 100 km/h. Binnen de bebouwde kom van Noordwijk was de weg uitgevoerd als tweestrooks-gebiedsontsluitingsweg met een maximumsnelheid van 50 km/h. Over de gehele lengte draagt de weg de straatnaam Beeklaan.
Op 1 april 2012 is de weg overgedragen aan de gemeente Noordwijk.
N23 · N194 · N196 · N197 · N198 · N199 · N200 · N201 · N202 · N203 · N204 · N205 · N206 · N207 · N208 · N209 · N210 · N211 · N212 · N213 · N214 · N215 · N216 · N217 · N218 · N219 · N220 · N221 · N222 · N223 · N224 · N225 · N226 · N227 · N228 · N229 · N230 · N231 · N232 · N233 · N234 · N235 · N236 · N237 · N238 · N239 · N240 · N241 · N242 · N243 · N244 · N245 · N246 · N247 · N248 · N249 · N250 · N307

N401 · N402 · N403 · N404 · N405 · N406 · N407 · N408 · N409 · N410 · N411 · N412 · N413 · N414 · N415 · N416 · N417 · N418 · N419 · N420 · N421 · N439 · N440 · N441 · N442 · N443 · N444 · N445 · N446 · N447 · N448 · N449 · N450 · N451 · N452 · N453 · N454 · N455 · N456 · N457 · N458 · N459 · N460 · N461 · N462 · N463 · N464 · N465 · N466 · N467 · N468 · N469 · N470 · N471 · N472 · N473 · N474 · N475 · N476 · N477 · N478 · N479 · N480 · N481 · N482 · N483 · N484 · N487 · N488 · N489 · N490 · N491 · N492 · N493 · N494 · N495 · N496 · N497 · N498 · N501 · N502 · N503 · N504 · N505 · N505 (Andijk) · N506 · N507 · N508 · N509 · N510 · N511 · N512 · N513 · N514 · N515 · N516 · N517 · N518 · N519 · N520 · N521 · N522 · N523 · N524 · N525 · N526 · N527 · N806 · N830 · N848

Cursief vermelde wegen zijn voormalige Provinciale wegen